# Szu–7
A Szu–7 (NATO-kódja: Fitter) nyilazott szárnyú, szuperszonikus, egyhajtóműves vadászbombázó repülőgép, melyet az OKB Szuhoj hozott létre a Szovjetunióban az 1950-es években. Az elterjedt repülőgép továbbfejlesztésével hozták létre a Szu–9 és Szu–11 elfogóvadász-repülőgépeket, majd a Szu–17, Szu–20 és Szu–22 vadászbombázókat.

## Történet és leírás
A Szovjetunió egyike volt azoknak a nagyhatalmaknak, amelyek különös gondot fordítottak a második világháború után a sugárhajtású katonai gépek fejlesztésére. A szovjet repülőgépipar nagy sikerének számított, hogy a MiG–15-ösöket, a MiG–17-eseket, majd a MiG–19-eseket nagy tömegben gyártotta. A szovjet fejlesztések azonban nem korlátozódtak csupán a sugárhajtású vadászgépekre.
1949. decemberében Sztálin utasítására bezárták a Szuhoj tervezőirodát, mert az képtelen volt egy sugárhajtású vadászgép prototípusának elkészítésére. Szuhoj és az iroda személyzete átkerült a Tupoljevhez, ahol saját programjaikon dolgoztak. Sztálin halála után engedélyezték az iroda ismételt megnyitását. A Tupoljev égisze alatt a Szuhoj csapat kétféle elrendezésű gépeken dolgozott, melyeket „Sz” (nyilazott szárny, 60-62 fokos szög) és „T” (delta szárny, 57-60 fokos hátranyilazás) betűkkel jelöltek. Az összes későbbi prototípus számozása előtt ezek szerepeltek.
Az 1950-es évek elején az újjászervezett Szuhoj tervezőiroda megkezdhette a munkákat egy sugárhajtású alacsonytámadó repülőgép tervein. Ez vezetett a háború után az egyik legjelentősebb harci repülőgépcsalád megszületéséhez.
A repülőgép megtervezését 1953-ban rendelték el, és a fejlesztők már az első pillanatban erősen hátranyilazott szárnyat képzeltek el. Az Sz–1-es jelzésű prototípust a nem különösebben erős Ljulka AL–7-es sugárhajtóművel szerelték fel, mégis az 1955. szeptember 7-én kezdődő berepüléseken a repülőgép figyelemreméltó sebességet és mozgékonyságot mutatott. Az Sz–2-es jelű, második prototípust a berepülések tapasztalatai szerint alakították ki, és ez vezetett később a korai Szu–7B harcászati alacsonytámadó repülőgép és a többi altípus ezt követő sorozatgyártásához. A típust, pontosabban ennek két nullszériás példányát, 1956 júniusában mutatták be a nagyközönségnek a Moszkva-Tusino repülőtéren rendezett nagyszabású repülőnapon.
A NATO-körökben „Fitternek” elnevezett Szuhoj Szu–7-es harci gépek sorozatgyártása 1957 végén, 1958 elején indult meg, és a gyártósorokon hamarosan megjelentek a kétüléses Szu–7U gyakorlógépek is, amelyeket a NATO a „Moujik” kódnévvel látott el. A harci gépek közül az első fontos sorozat az alacsonytámadó támadó/vadász Szu–7B volt, amelyet a nyugati országokban „Fitter–A” néven ismertek. A Szovjet Légierő 1961 januárjában jelentette, hogy a típus hadrendbe állítható. A Szu–7B szárnytöveibe egy-egy Nugyelman-Richter NR–30 gépágyút szereltek, és a törzshasból kiengedhető konténerbe 32 szárnystabilizált rakétát lehetett helyezni. A szárnyak alá UV–8–32 rakétablokkokat függeszthettek.
A Szu–7B teljesítményét némileg felülmúlta a nagyobb üzemanyagtartályokkal gyártott és így hosszabb ideig repülhető Szu–7BM. A típusból elhagyták a kiengedhető rakétakonténert. Ezt a gépet 99,12 kN tolóerejű Ljulka AL–7F–1 hajtóművel szerelték fel. A szárny alatti, 500 kilogramm hordozására megerősített pilonokra más póttartályokat is lehetett függeszteni. Továbbfejlesztették az avionikát, a törzs fölé kétoldalt egy-egy kábelcsatornát szereltek. A korábban a szívócsatorna tetején található pitot-csövet 10 óra irányába helyezték át, és ellátták csúszásjeladókkal is. A Szu–7BMK típusjelzést a gép export változata kapta.
A továbbfejlesztések után sok altípus jött létre, ezek közül a Szu–7BKL érdemel említést. Az altípust kifejezetten a szegényesen felszerelt és általában füves pályájú frontrepülőterekre tervezték megerősített futókkal és a kerekek mellé szerelt kiegészítő csúszótalpakkal. Lehetővé tették az SzPRD–110 startrakéták alkalmazását, a függőleges vezérsík tövében az új fékernyőházban kettős ernyőt helyeztek el, továbbá átalakították a fékszárnyakat is.
A Szu–7-esek gyártását 1971-ben fejezték be, miután a becslések szerint legalább kétezer repülőgép készült. A legfontosabb üzemeltető a szovjet légierő volt, de több szocialista ország, például Csehszlovákia, Észak-Korea vagy Lengyelország is rendszeresítette a típust. A szovjet katonai segélyprogramok keretében több, harmadik világbeli ország is hozzájutott a Szu–7-eshez, így Algéria, Egyiptom és India. Az utóbbi két ország harcba is vetette a Szu–7-eseit, ha nem is kiváló, de általában jó eredménnyel. A Szu–7-esek későbbi továbbfejlesztéséből jött létre a változtatható szárnyú Szu–17-es és Szu–22-es repülőgépek családja.

## Üzemeltetés

### Eredeti Szu–7 vadászgépek
Első-vonalbeli vadászgép, melyet korlátozottan használtak a Távol-Keleten, leszerelésüket 1965-ben kezdték meg. Harci bevetésre nem kerültek.

### Szu–7B vadászbombázók

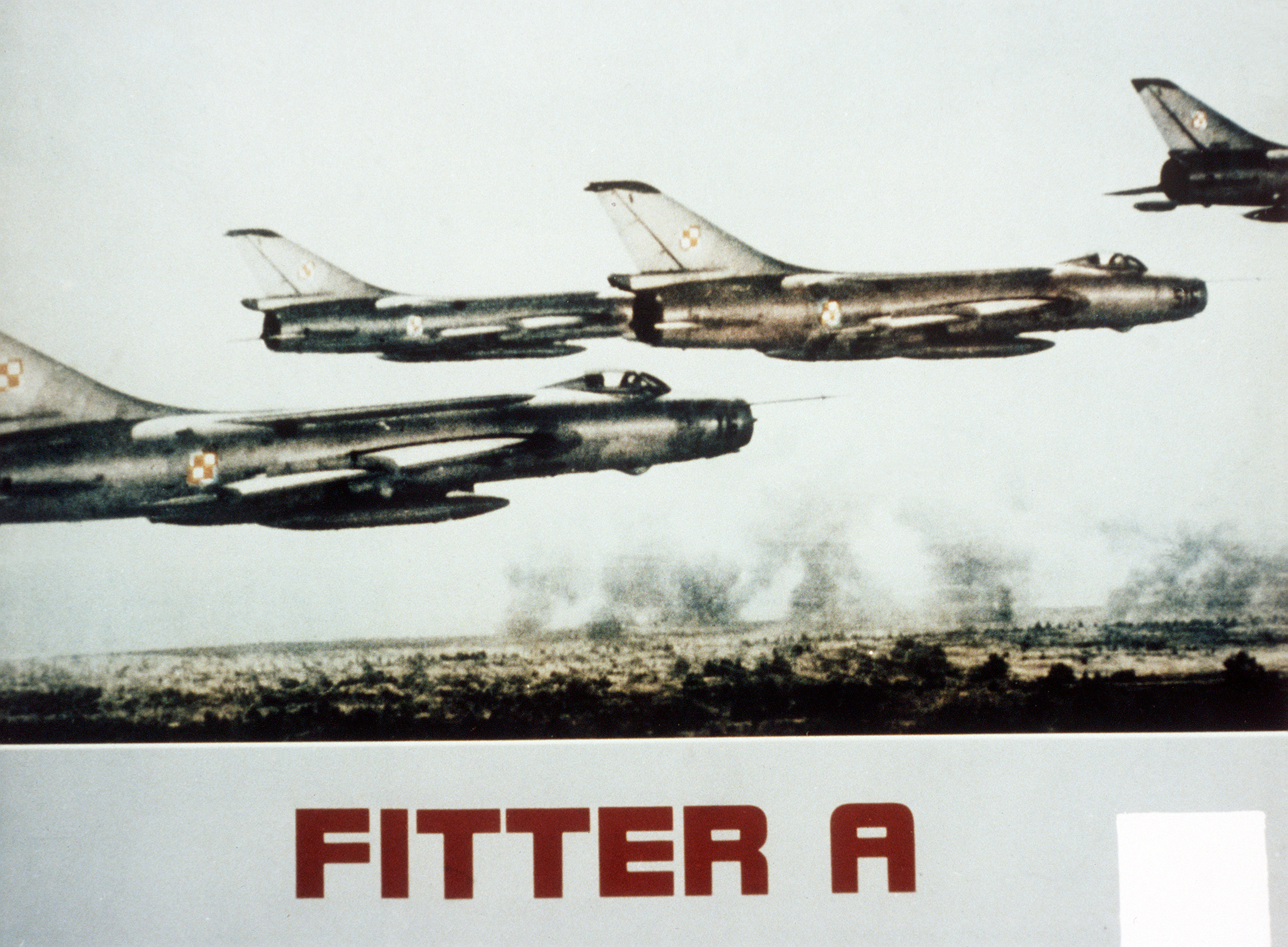
A Lengyel Légierő Szu–7 repülőgépei.

A Szu–7B és változatai lettek a Szovjetunió fő csapásmérő gépei az 1960-as években. Széles körben exportálták őket (691 repülőgép, beleértve néhány kiképzőgépet is). 1977-1986 között a gépek még rendszerben voltak a szovjet légierőnél, majd az újabb Szu–17 és MiG–27 típusok váltották fel.

### Egyiptom
A Szu–7-eseket bevetették az 1967-es hatnapos háborúban és a jom kippuri háborúban is az egyiptomi légierő kötelékében, mikoris izraeli földi célpontokat támadtak vele.

### India
Az Indiai Légierő is alkalmazta a Szu–7-eseket az 1971-es pakisztáni háborúban. Hat század összesen 140 géppel közel 1500 bevetést hajtott végre a háború alatt, főleg nappali körülmények között. Az Indiai Légierő igen intenzíven használta gépeit, naponta pilótánként hat bevetést teljesítettek. A háború alatt 14 Szu–7 veszett oda, főleg az ellenséges légvédelem miatt. A háború után úgy találták, hogy a gép túlélési képességei igen jók, mivel súlyos sérülések után is haza tudták hozni őket.

## Típusváltozatok

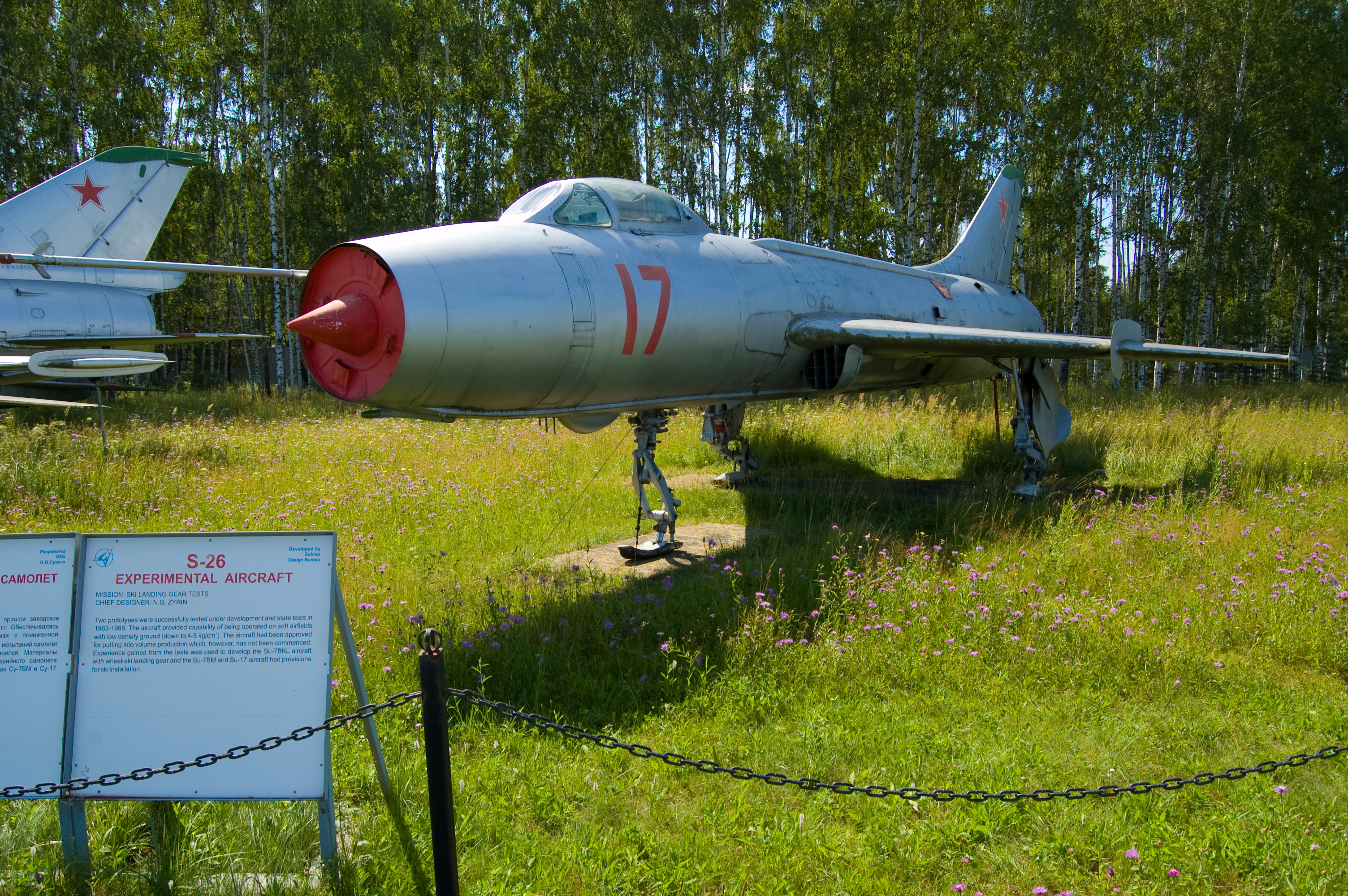
Az Sz–26 kiállítva Monino-ban.

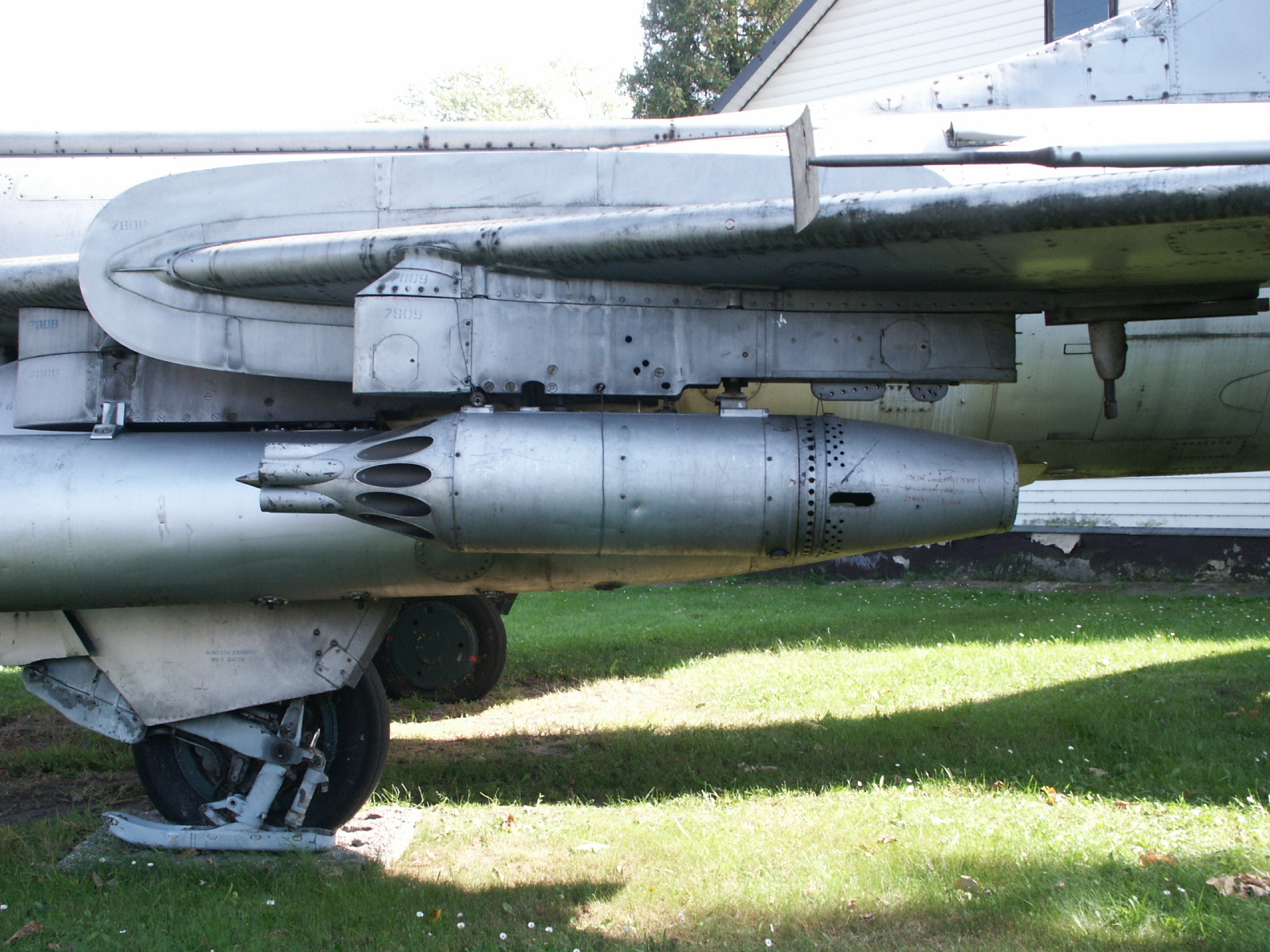
Szu–7BKL futóműve a különleges csúszólappal és egy UB–16 57 mm-es rakétaindító.

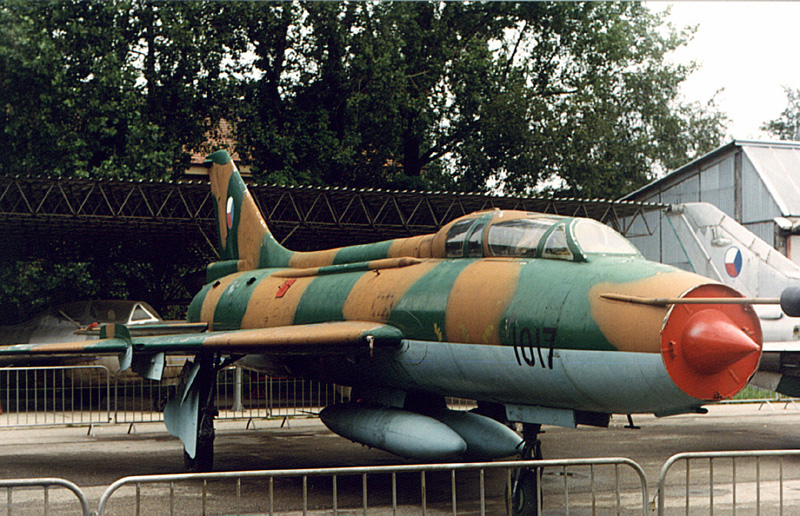
Egy kétüléses kiképzőváltozat, a Szu–7UMK (NATO-jelölése: Moujik)

Összesen mintegy 1847 Szu–7-est és alváltozatát gyártották le.

### Szu–7
Az első sorozatgyártott változat. Az egyetlen olyan változat melyet taktikai vadászgépnek építettek. A gyári jelölése Sz–2. 1957-1960 között gyártották, összesen 132 darabot. 1965-ig állt hadrendben.

### Szu–7B
Az első vadászbombázó változat, gyári jelölése Sz–22. 1960-1962 között gyártották, összesen 431 darab készült.

### Szu–7BM
Továbbfejlesztett AL–7F–1 hajtómű, továbbfejlesztett üzemanyagrendszer külső üzemanyagtartályokkal, alkalmas volt taktikai nukleáris bombák hordozására. 1963-1965 között gyártották, 290 darab készült.

### Szu–7BKL
Rossz minőségű repülőterekről való üzemeltetésre tervezték, az új kisnyomású orrfutókerék miatt az orrfutóakna-ajtókat kiöblösödőre képezték ki, és a főfutószárakra, a kerekek külső oldalára egy-egy kis csúszótalpat szereltek. Míg beton felszállópályán ezek behúzva maradtak, addig puha talajon kiengedték őket, így a gép csaknem teljes súlya ezeken nyugodott. Gyártását 1965-ben kezdték, gyári jelölése az Sz–22KL volt. 1965 és 1972 között 267 darabot gyártottak le.

### Szu–7BMK
A Szu–7BM egyszerűsített export változata volt. 1967-1971 között gyártották, 441 darab készült.

### Szu–7U
Kétüléses kiképzőgép változata a Szu–7B-nek csökkentett üzemanyag-kapacitással. 1965 október 25-én repült először. 1966-1972 között folyt a sorozatgyártása párhuzamosan az export változattal, a Szu–7UMK-val.

### Szu–7UM
Kétüléses kiképzőgép változata a Szu–7BM-nek.

### Szu–7UMK
Kétüléses kiképzőgép változata a Szu–7BMK-nak. A Szu–7-esek kiképzőváltozataiból összesen 411 darab készült.

### Szu–7IG
Kísérleti változtatható geometriájú szárnyú repülőgép, melyet a Szuhoj Szu–17 repülőgép fejlesztésébe integráltak.

### OKB–51 jelölések

#### Sz–1
A Szu–7/Szu–9 repülőgépcsalád első prototípusának jelölése.

#### Sz–2
A Szu–7 első sorozatgyártott változatának jelölése.

#### Sz–22
A Szu–7B jelölése.

#### Sz–22–2
A Szu–7BM prototípusának jelölése.

#### Sz–22M
A Szu–7BM jelölése.

#### Sz–22KL
A Szu–7BKL jelölése.

#### Sz–23
Csúszótalpakkal tesztelt típus jelölése.

#### Sz–22–4
Egy Sz–22 kerekekkel/csúszótalpakkal felszerelt változata fékezőernyőkkel és startrakétákkal tesztelési célokra.

#### Sz–25
Ezt a gépet a Boundary Layer Control tesztelésére használták.

#### Sz–25T
Egy Szu–7 felszerelve a Boundary Layer Control rendszerrel.

#### Sz–26
Az Sz–22–4 tesztjeinek folytatására építették (jelenleg is megtekinthető az Orosz Légierő Múzeumban).

#### Sz–22MK
A Szu–7BMK egy egyszerűsített exportváltozata.

#### U–22
Kései kiképző változat.

#### U–22MK
A Szu–7U export változata.

#### Sz–3
Az Sz–2 elfogóvadász változata.

#### Sz–41
Az Sz–1/Sz–2 kísérleti változata meghosszabbított orr-résszel.

#### T–1
Egy deltaszárnyú taktikai vadászgép tervezet, amely az Sz–2-n alapult. A prototípus teljes elkészülte előtt törölték a projektet.

#### T–3
Egy deltaszrányú elfogóvadász változata az Sz–2-nek, az Sz–3-mal és a T–1-gyel párhuzamosan fejlesztették.

## Üzemeltetők

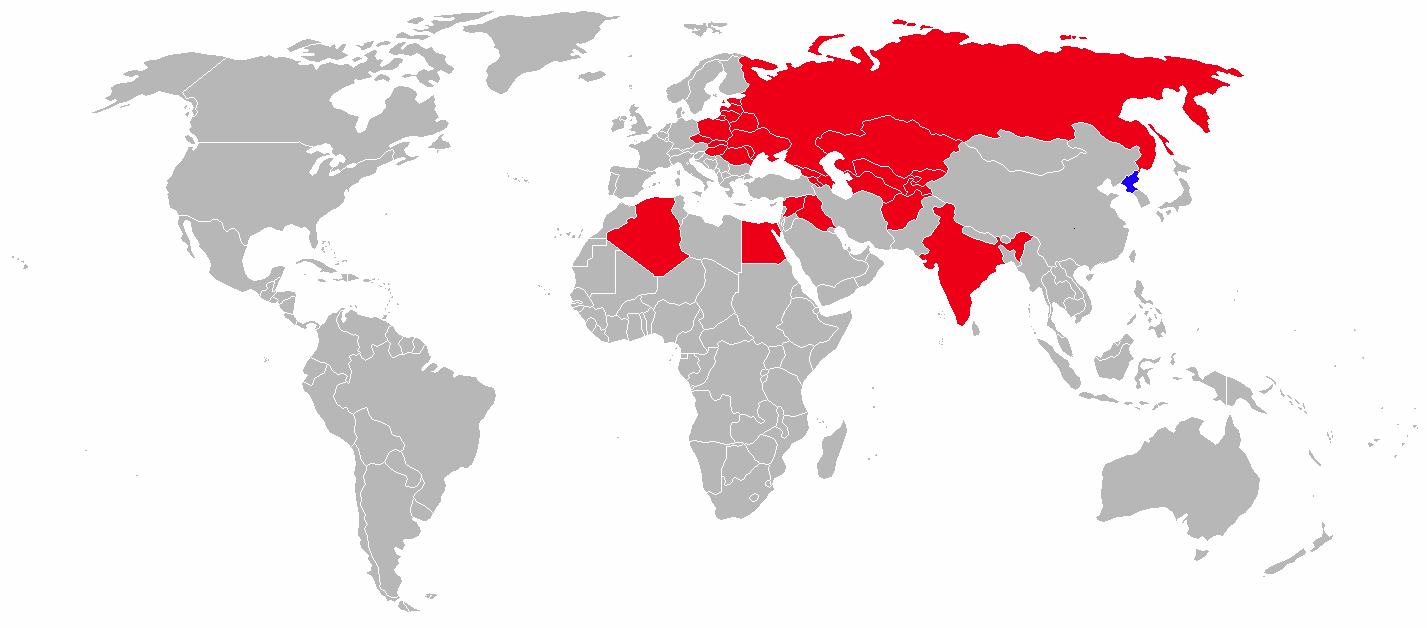
A Szu–7 rendszeresítői, kékkel jelölve, és a korábbi rendszeresítők, pirossal jelölve.

### Jelenlegi üzemeltetők
Észak-Koreai Légierő
18 repülőgép áll hadrendben.
 Vietnámi Légierő

### Korábbi üzemeltetők
Afgán Légierő
46 darab repülőgép, beleértve 16 darab Szu–7U kiképzőgépet. A gépeket 1972-től kezdve szállították Afganisztánnak.
 Algériai Légierő
 Csehszlovák Légierő
A Csehszlovák légierő 60 darab gépet üzemeltetett, az utolsókat 1990-ben vonták ki a hadrendből.
 Egyiptomi Légierő
 Indiai Légierő
140 gép állt szolgálatban az Indiai Légierőnél.
 Iraki Légierő
 Jemeni Légierő
 Lengyel Légierő
46 gépet üzemeltettek.
Szír Légierő Szír Légierő
 Szovjet Légierő

## Műszaki adatok (Szu–7BKL)

### Geometriai méretek és tömegadatok
- Hossz: 16,80 m
- Fesztávolság: 9,31 m
- Magasság: 4,99 m
- Szárnyfelület: 34 m²
- Üres tömeg: 8937 kg
- Maximális felszálló tömeg: 15 210 kg

### Hajtóművek
- Hajtóművek száma: 1 darab
- Típusa: Ljulka AL–7F–1 utánégetős gázturbinás sugárhajtómű
  - Maximális tolóerő: 66,6 kN
  - Maximális tolóerő utánégetővel: 94,1 kN
- Üzemanyagkapacitás: 3220 kg

### Repülési adatok
- Legnagyobb sebesség: 1150 km/h tengerszinten; 2150 km/h nagy magasságban
- Hatótávolság: 1650 km
- Szolgálati csúcsmagasság: 17 600 m
- Emelkedőképesség: 160 m/s
- Szárny felületi terhelése: 434,8 kg/m²
- Tolóerő–tömeg-arány: 0,71

### Fegyverzet
- 2 darab 30 mm-es Nugyelman-Richter NR–30 gépágyú, egyenként 80 lövedékkel
- 2000 kg bombateher a szárny alatti megerősített pontokon; általában két darab 950 vagy 600 literes pótüzemanyag-tartályok a törzs alatt, 250 vagy 500 kg-os bombák és 57 mm-es szárnystabilizált nemirányított rakéták UB–16–57U konténerekben. Egy 8U69 5 kilotonnás nukleáris bomba szerelhető a törzs bal oldalán lévő rögzítési pontra. Egyes változatok képesek 600 literes üzemanyagtartályok szállítására a szárny alatti síneken.

## Lásd még

### Kapcsolódó fejlesztés
- Szu–22

### Hasonló repülőgépek
- Hawker Hunter
- Nanchang Q–5
- HF–24 Marut
- F–105 Thunderchief

### Fordítás
- Ez a szócikk részben vagy egészben  a   Sukhoi Su-7 című angol Wikipédia-szócikk ezen változatának fordításán alapul.  Az eredeti cikk szerkesztőit annak laptörténete sorolja fel. Ez a jelzés csupán a megfogalmazás eredetét és a szerzői jogokat jelzi, nem szolgál a cikkben szereplő információk forrásmegjelöléseként.